# Vanusa
Vanusa Santos Flores (Cruzeiro, 22 de setembro de 1947 – Santos, 8 de novembro de 2020) foi uma cantora e compositora brasileira.

## Biografia
Filha do ex-futebolista Luís dos Santos Flores e Noêmia Albino, Vanusa nasceu na cidade de Cruzeiro, no Vale do Paraíba paulista, sendo criada nas cidades mineiras de Uberaba e Frutal. Aos dezesseis anos, tornou-se vocalista do conjunto Golden Lions. Em uma das apresentações foi ouvida por Sidney Carvalho, da agência de propaganda Prosperi, Magaldi & Maia, que a convidou para ir a São Paulo.
Em 1966, durante os últimos anos do movimento cultural Jovem Guarda, apresentou-se no programa O Bom, de Eduardo Araújo, na extinta TV Excelsior de São Paulo. Logo, foi contratada pela RCA Victor e ganhou êxito com a canção "Pra Nunca Mais Chorar" (Eduardo Araújo e Carlos Imperial). O sucesso a fez participar do programa Jovem Guarda, da TV Record, em suas duas últimas edições.
Em 1968, gravou seu primeiro álbum, Vanusa, estreando ainda como compositora em três canções, uma delas em parceria com David Miranda. Cinco anos depois, em seu quarto LP, já como contratada da gravadora Continental, lançou seu maior sucesso: "Manhãs de Setembro", composta com Mário Campanha. Em 1975, lançou outro hit: "Paralelas", uma composição de Belchior. Em 1977, protagonizou ao lado de Ronnie Von a telenovela Cinderela 77, da Rede Tupi. Vanusa ainda participou das novelas Marron Glacé (1979) e O Amor É Nosso (1981).
Em 1997, publicou sua autobiografia, Vanusa - A Vida Não Pode Ser Só Isso!, pela editora Saraiva. Em 2005, participou de vários concertos comemorativos aos 40 anos da Jovem Guarda. Em 2015, lançou seu primeiro álbum de canções inéditas em vinte anos: Vanusa Santos Flores, produzido por Zeca Baleiro. A cantora foi casada duas vezes, uma com o músico Antônio Marcos (com tem teve as filhas Amanda e Aretha)  e outra com o ator e diretor de televisão Augusto César Vannucci (com o filho Rafael).

### Problemas de saúde e morte
Em março de 2009, ao participar do primeiro encontro estadual para agentes públicos na Assembleia Legislativa de São Paulo, Vanusa cantou o Hino Nacional Brasileiro de forma desafinada e errada. Mais tarde alegou a má interpretação por estar sob a ação de um remédio contra labirintite, errando a letra. No ano seguinte, a cantora voltou a ter problemas em outra apresentação, ao cantar no Parque do Idoso, em Manaus, em um evento em homenagem ao Dia dos Pais. Ela errou a letra de "Sonhos de Um Palhaço" de seu ex-marido Antônio Marcos, e para compensar o equívoco, cantou um trecho de "Como Vai Você", outra canção de Antônio Marcos. Segundo ela, sempre confundia as duas canções.
Em agosto de 2017, a cantora teve sua agenda de shows suspensa, após ser internada para tratar dependência de calmantes. Em setembro de 2020 foi internada na unidade de terapia intensiva (UTI) do Hospital dos Estivadores, em Santos (SP), após ter apresentado quadro de pneumonia. No mês seguinte obteve alta hospitalar, depois de 32 dias de internação. Vanusa sofria de outras doenças, como uma síndrome demencial, semelhante ao mal de Alzheimer. Todos esses problemas foram causados por um histórico de depressão pelo qual a artista passou durante a década de 2000, que a tornou dependente de remédios e bebidas alcoólicas.
Depois da alta hospitalar, Vanusa retornou para uma casa de repouso em Santos, onde estava morando havia dois anos. Morreu na madrugada de 8 de novembro de 2020, vitimada por uma insuficiência respiratória. Foi sepultada no Cemitério de Congonhas, em São Paulo.

## Discografia
Fonte:
| - 1968 - Vanusa - 1969 - Vanusa - 1971 - Vanusa - 1973 - Vanusa - 1974 - Vanusa - 1975 - Amigos Novos e Antigos - 1977 - Trinta Anos - 1977 - Cinderela 77 - 1979 - Viva Vanusa - 1980 - Vanusa | - 1981 - Vanusa - 1982 - Primeira Estrela - 1985 - Vanusa - 1986 - Mudanças - 1988 - Cheiro de Luz - 1991 - Viva Paixão - 1994 - Hino ao Amor - 1997 - A Arte do Espetáculo - 2004 - Diferente - 2015 - Vanusa Santos Flores |